# 火魅子伝
『火魅子伝』（ひみこでん）は、舞阪洸がシナリオを担当したメディアミックス作品。
大ヒットしたギャルゲー『サクラ大戦』をうけて、同作で実績のあった広井王子とレッドカンパニーのほか、博報堂、アミューズが組んで制作することになったゲームの企画として始まり、小説、テレビアニメなどで展開された。ゲームの発売日は当初、1999年1月に予定されていたが、同年3月に延期になったため、ゲームを原作にしているのに他の媒体が先行あるいは同時に展開された。
本記事では、小説とテレビアニメについて主に紹介する。ゲームや漫画は各項目を参照。

## あらすじ
『火魅子伝』
現代の高校生である九峪雅比古は、ガールフレンドである姫島日魅子と共に、日魅子の祖父である姫島教授が発掘作業を行っている九州佐賀県、耶牟原遺跡に来ていた。
そこに、珍しい銅鏡が発見された。発掘現場は沸き立ち、日魅子も同じ様子だった。
夜を迎え、辺りが静けさに満たされたころ、日魅子が銅鏡の元へ行こうとした所を九峪が発見。そのまま銅鏡の元へ二人で訪れたが、鏡から尋常ならざる気配がし、日魅子が光の柱に包まれてしまった。このままではまずいと直感した九峪は、日魅子を光の柱から押し出すことに成功。しかし、鏡の光は九峪を包みこんでしまった。
九峪が気づくとそこには、あの発掘された銅鏡、「天魔鏡」の精なるキョウが待ち構えていた。此処は別次元（パラレルワールド）の、九洲なる場所ということを聞かされた九峪は、現代に帰る方法をキョウに問い詰める。キョウの話によると、狗根国に支配されてしまった耶馬台国を復活させ火魅子なる女王を誕生させねばならないらしい。
九峪は、キョウの提案で「神の遣い」を名乗り、旧邪馬台国の人間と共に、耶馬台国復活のため、戦いに身を投じていく。
『火魅子炎戦記』
九峪雅比古率いる耶麻台国復興軍は狗根国からの九洲奪還に成功した。狗根国から離反するべく復興軍に手を貸していた天目と、九洲を二つの国に分けそれぞれ統治することになる。しかしそのことを狗根国が黙っているはずもなく、九洲に進軍を始めた。九峪は九洲を守るべく新たなる戦いに臨む。

## 世界観
舞台は3世紀の九洲である。現代、知られている3世紀の九州とは違う形態で発展している。
『火魅子伝』
九洲
この世界の地名で現在の九州に相当する。基本的な形は九州と同じ。若干、山の高さや川の形が異なる。
耶麻台国
九洲に存在していた王国。火魅子が統治していた。
狗根国
九洲を制圧した国。圧政を敷いている。
五天
「天界」「仙界」「人間界」「魔獣界」「魔界」の五つの世界。人間界と並行して動いている。仙界は天界の、魔獣界は魔界の庇護を受け、この四界は人間界への干渉をしないことが魔天戦争終結時に取り決められた。
天界への扉
それが何かは解っていないが、天目や帖佐が探しているもの。
耶牟原城
耶麻台国の王都。現在は水没している。
大陸
中国大陸のこと。
『火魅子炎戦記』
耶麻台共和国
復興軍が手に入れた新たなる耶麻台国。火向県、火後県、豊後県、薩摩県から構成されている。
火向県
耶麻台共和国の県の一つで、もともとは東火向と呼ばれていた地。耶麻台共和国の首都がある。大体のところ現代の宮崎県に相当する。星華が知事をしている。
火後県
耶麻台共和国の県の一つで、大体のところ現代の熊本県に相当する。藤那が知事をしている。
豊後県
耶麻台共和国の県の一つで、大体のところ現在の大分県に相当する。伊万里が知事をしている。
薩摩県
耶麻台共和国の県の一つで、もともとは南火向と呼ばれていた地。大体のところ現在の鹿児島県に相当する。香蘭が知事をしている。
耶麻臺国
天目が手に入れた新天地。耶麻台共和国と共闘し狗根国撃退を狙う。
狗根国
九洲を支配していた国。九洲奪還のため、進軍を始める。
琵琶島
狗根国九洲遠征軍の切り札とも言える飛行要塞。

## 登場人物

### 主要人物
九峪 雅比古
声：関智一
【小説版】
この物語の主人公。「神の遣い」を名乗っており、耶麻台国軍の総司令官でもある。天空人より上に位置する「神」の使いを名乗っている為、微妙な立場もあり天空人の末裔である火魅子より上の立場に祀り上げられる事となる。
はじめは不満の多い貧弱な現代の若者といった感じで、旧耶麻台国軍でも疎まれていた。やがて、現代人として知っている過去の戦乱の知識と、九峪本人の持っていた鋭い洞察力と感性によって、作戦会議で思わぬ軍師の才能を現したことがきっかけで、軍事作戦の中心となって大活躍をした。一方、本人はその才覚についてあまり認めようとしない。
新生耶麻台国を掲げており、「九洲の民を大事にすることが、復興軍にとって大きな利益となる」と耶麻台国軍に言い聞かせている。事実、多くの九洲人に耶麻台国軍は歓迎すべき存在と見られ、復興軍の勝利の一因となっている。
民主主義からの発想が強く、どんな人とでも気軽に声を掛けるため、周りの人間を戸惑わせることも（かれらにとって総司令官が一般兵に声を掛けることなど考えられない）。また、本人は女好きであることを否定しつつも、その性格、優しさから清瑞をはじめとするくの女性幹部から好意をもたれている。また、味方からは耶麻台国の復興に期待が寄せられている。
なお、九洲に来るとき日魅子の持っていた鈴を手にしている。鈴が不思議な現象を起こすことも。
ただの代理で祀り上げられた筈があまりにも不自然に九峪の周りに人材や運気が集まるためキョウから訝しがられている。
【アニメ版】
この物語の主人公。18歳。「墨火の力を宿す者」として耶麻台国軍に参戦する。
現代日本では、フリークライミング部の部長。15年前、赤ん坊だった日魅子が現代の遺跡から出現したとき、側にいたために墨火の力を宿してしまった。古代に来てからは狗根国に捕らわれた日魅子を助けるため、その後は日魅子と共に現代へ戻るために奮闘することになる。邪馬台国軍では幹部待遇を受けているが、発言力はさほど大きくない。
案内説明役がおらず、自分の状況が中々わからなかったせいか、短気な言動が目立つ。「ゲリラ」などの横文字言葉をうかつに使っては、古代の面々を困惑させる。剣術や知謀に長けているわけではなく、小説版やゲーム版に比べると今ひとつ頼りない。
下手をすれば世界も滅ぼしてしまうほどの力を宿しているが、本人に自覚がなく、感情が高ぶったりすると無意識に力を解放してしまうことがある。それでも後半、訓練を積むことで墨火の力から、聖剣「七支之御剣（ななさやのみつるぎ）」を作れるようになるが、完全に力を制御するには日魅子の存在が不可欠。そのためか、九峪には日魅子の居場所がわかる、という能力もある。
日魅子が好きだという気持ちは本物で、いざという時には主人公らしい活躍をすることもある。
キョウ
声：南央美
【小説版】
耶麻台国の神器「天魔鏡」の精霊で、九峪を九洲に召喚した張本人。本来は日魅子を召喚するつもりだったが、予想外の出来事で九峪を呼び出してしまった。性格は楽天家で姿はちんちくりん。九峪に神の遣いを名乗らせたが、九峪が司令官としてやっていけるかどうか不安に思っていた。しかし、九峪の思わぬ切れ者具合を見て「怪我の功名」と思っている。耶麻台国では、かなり権力があった様子。
【アニメ版】
体長は手の平に乗るくらい。
「天霊（あまたま）」という、墨火の生み出す精霊、のような存在。一人ではなく、数多くの個体がいる。言葉を理解することはできるが、小説版とは異なり、キョウが話すのはほとんど「キャア」「キュウ」「キョウ」言葉だったので、意志の伝達はもっぱらボディランゲージと表情にたよっている。
紫香楽が神殿に乗り込んできたときに、そのほとんどが消滅してしまうが、1つだけ残ったものが赤ん坊の日魅子が持たされていた、火の守りの証である鏡のペンダントにレリーフになって宿り、日魅子と一緒に時を越えて現代にやってきた。
そして日魅子が成長して、遺跡で彼女が出現した地点に立ったとき、ペンダントから出てきて彼女と、飛び込んできた九峪を九洲へ連れて行った。
耶麻台国に来てからも、日魅子の側にいることが多く、彼女の周りを飛んでいた。キョウという名前も、日魅子が銅鏡のペンダントから出てきたことからつけたもの。

### 耶麻台国
伊雅
【小説版】
もと耶麻台国の副王。将軍気質で義理堅く人が良い。九峪が初めてあった耶麻台国の人間でもある。神の遣いである九峪に会ったときから忠誠を誓っている頼れる男。九峪が活躍し出してからは、信頼というよりも尊敬をもって接するようになった。戦うことが本業であり、考えるのは苦手である。その辺は九峪や亜衣に任せている。清瑞の父であるが、本人には己が親だと明かしていない。
【アニメ版】
耶麻台国の武将。耶麻台国陥落の後は、反乱軍の副将として星華を手助けしてきた。清瑞が娘という設定はこちらにはなく、単に隠密部隊に所属する部下となっている。
清瑞（きよみず）
声：芝原チヤコ
【小説版】
伊雅と共に九峪に初めてあった人物。乱波であり、危険な任務もそつなくこなす。性格は武人気質で若干短絡的。黒髪のキツく冷たい目（釣り目）をした女性。
初めは九峪のことを胡散臭いやつと思っており、そのことを隠そうともしなかったが、九峪の司令官としての優秀さを認め、少しずつ九峪に対して信頼を寄せていく。九峪の護衛をしている。
普段は、冷静で上から物見るような言い方をするが、九峪に虐められて泣き出したり、船で酔って、九峪にすがり吐いたりと情けない姿を見せることも。
九峪も彼女に好意を持っている。しかしキスを最後に行方不明になってしまった。また伊雅の実子であるが彼女はそれを知らない。
【アニメ版】
アニメ版の清瑞は、「夜追いの邪鬼」という役柄。任務的には乱破と大差ない。
夜追いの邪鬼とは、耶麻台国のために隠密裏に働く者達の総称で、特に伊雅だけに仕えている、というわけではない。川を流された伊雅を気遣って声をかけたのが、アニメの初登場（声だけ）だが、伊雅は清瑞のことを知らなかった。
その後、狗根国に襲撃された隠れ里から、九峪と日魅子を逃がすために、影で案内役を務めた時、九峪の墨火の力を目の当たりにした。
伊万里（いまり）
声：水谷優子
【小説版】
たくましい肉体と精神を持つ、心優しき山人出身の娘。耶麻大国の王族の血縁で火魅子候補者の一人であるが、九峪と会うまでは全くそれを知らなかった。火魅子の血が流れていることに戸惑いを持っている。狗根国の左道士に蟲を入れられ操られたことがあり、九峪を襲ったことがあるが記憶には残っていないようだ。上乃と仁清は、古くからの知り合いで家族も同然の仲である。
【アニメ版】
アニメ版には「火魅子」はいないので、「耶麻台国女王」候補となっている。17歳。
星華の元で耶麻台国復興の戦いを続けていた折、伊雅と一緒に征西都督府の地下神殿に忍び込んだ時に、九峪と日魅子が召喚されてきた場面に出くわす。その時の騒ぎの中で、伊雅と日魅子と離れ離れになってしまい、星華の元へたどり着くべく、しばらく九峪と共に行動することになる。
性格はかなり荒っぽく、短気。「じゃねえか」といった男言葉を使い、バカだのアホだの、九峪に対しても容赦ない物言いをする。年齢が19歳から17歳に改められたことも含めて、ゲーム版とは別人とも言える。
墨火の力を刀に宿し、帖佐や天目と渡り合うことから、技量はかなりのもの。
九峪のことは、色々からかったりしながらも、好意をもっていた様子。
星華（せいか）
声：高田由美
【小説版】
火魅子の血を引く巫女で、宗像神社で育った方術使い。火魅子の資質を持っており、自分が火魅子にふさわしいと思っている。派手な服装を好み、性格はやや乱暴で子供っぽく我侭。だが、自分と兵との距離を縮める努力をするなど、心優しい一面も持っている。当初は火魅子になるため、神の遣いの九峪にアプローチ（亜衣のすすめもあり）をしてきたが、後には個人的にアプローチをするようになるなど、大胆な一面も見せる。
宗像の三姉妹を配下においており信頼を寄せている。ただよく痴話喧嘩をすることがあり、作戦本部の恒例行事と化している。
【アニメ版】
女王候補の一人。水晶珠に墨火の力を宿している。17歳。
その墨火の力を使って結界を作り出し、隠れ里が狗根国や怪物達の目に触れるのを防いでいた。実質的な耶麻台国軍の総大将で、裏切り者・藤那の真意を知っていたのは彼女だけである。
また占術が使えるので、九峪と日魅子が征西都督府の地下神殿に現れるのを予見して、伊万里達を向かわせたり、九峪の墨火の力の性質を見抜いたりもした。
星華の父親は耶麻台国の神官長だったが、闇の泉が湧き出した時に生きたまま放り込まれ、蛇渇となっていた。
藤那（ふじな）
声：田中敦子
【小説版】
仙族の血を引く方術使いで、火魅子の資質を持っている。見たとおりのクールビューティーで、若干サディスティック（というよりはいじめっ子）なところがある。火魅子候補の中でも飛びぬけて火魅子に執着しており、また火魅子としての振る舞いを常に考えている。やや大雑把で、猪突猛進、大酒飲。配下に閑谷、志野、忌瀬がいる。閑谷のことを少なからず気に入っているが、それを表に出そうとはしない。だが彼女と閑谷の喧嘩はじゃれ合いにしか見えず、よく仲間に「夫婦喧嘩」と称されている。
【アニメ版】
アニメ版では、最初、狗根国側に寝返った「裏切り者の女王候補」ということで登場する。20歳。
星華にだけ打ち明けていたが、彼女は狗根国の中からその情報を教える役目を、自ら引き受けた。耶麻台国の残党が住む村の位置などを狗根国に教え、潰しているとして事情を知らない伊万里や志野からは命を狙われ、狗根国の四天王達には元女王候補ということで疎まれながらも、色々裏で画策していた。
平八郎の罠にかかりそのことがバレて、処刑されかけたところを救われ、以後は九峪や星華達と行動を共にするようになる。
酒好きなのは同じで、杯に墨火の力を宿している。しかしそれで酔った姿をみせることはない。
香蘭（こうらん）
声：氷上恭子
【小説版】
大陸のほうから、母親である紅玉と共にやってきた拳法使い。鬼神のごとき強さを持ち、飛んできた矢を手で掴んだり、低位の魔人となら渡り合えるほどの実力者。また、火魅子の資質を持っている。が、いかんせん日本語が不自由なため、彼女のトンチンカンな一言で場が混乱に陥ることも（そのたびに母親である紅玉に叩かれる）多い。後に、九峪の親衛隊の隊長を務め、九峪を守るため、たった一人で高位の魔人に立ち向かったこともある。復興軍屈指の巨乳である。
【アニメ版】
女王候補。腕輪に墨火の力を宿し、自分の拳を武器に戦う。17歳。
只深と一緒に大陸に渡り、耶麻台国軍のために最強の武器を調達してくる役目を帯びていた。
アニメの香蘭は、倭国暮らしが長いためか、倭国語も普通にしゃべれる。楽観的で前向きな性格。
耶麻台国に戻った後も、しばらく伊万里たちを探すのに手間取っていたが、枇杷島戦では伊万里たちに合流した。
志野（しの）
声：平松晶子
【小説版】
旅芸人の一座の座長を務めていた踊り子。剣の腕は一流、頭も切れる。火魅子の資質を持っているが、本人は全くそのことを知らなかった。後にそれを九峪とキョウから知らされたが、火魅子候補として振舞わないことを選択した。
実務的な能力を持っており、九峪にあてにされることも多い。配下に珠洲や旅芸人の仲間である織部がいる。珠洲とは姉妹のような関係である。
九峪にそれなりの好意を抱いている。自分は旅をしているのが性にあっていると思っておりこの戦いが終われば忌瀬みたいに各地を放浪したいと考えている。
【アニメ版】
女王候補の一人で、かんざしに墨火の力を宿している。17歳。
伊万里・星華・伊雅の3人が中心となって組織する軍と連携を取りながら、彼女自身は旅芸人一座の座長として色々な街に入り込み、武器の調達や情報収集などを行う。
只深（ただみ）
声：小桜エツ子
【小説版】
関西弁らしき言葉で喋りまくる商人の娘。火魅子の資質を持っているが、本人は全くそのことを知らなかった。後にそれを九峪とキョウから知らされたが、志野と同じく火魅子として振舞わないことを選択した。背が低く、貧乳であることを気にしている。服装はセーラー服に眼鏡。九峪の要望で復興軍に軍資金や武器を貸している。仲間に伊部がいる。
【アニメ版】
女王候補の1人として、香蘭と一緒に最強の武器を探す役目を負っていた。17歳。
香蘭がツッコミ役で、只深がボケ役。メガネに墨火の力を宿しており、遠くの出来事を見通す能力を持っている。
養親は健在で商人という設定は変わらず、金銭感覚もしっかりしているはずだが、その割には「最強の武器」がどういうものか、中身を確認せずに、軍資金はたいて買って、後で泣きを見るという、商人にあるまじき失敗をしている。
「うちは世が世なら耶麻台国の女王になったかもしれん、只深様や」というのが口癖だが、誰にも信じてもらえない。
戦闘力はないようだが、一応役に立ちそうな武器を手に入れて、耶麻台国軍に戻ってからは、遠見の力で日魅子の位置を探すなど、補佐的活躍をしていた。

### 狗根国
天目（てんもく）
声：高島雅羅
【小説版】
狗根国九洲制圧作戦の実質的な最高権力者。肩書きは「征西都督補佐筆頭」。非常に派手な格好をしており、ビキニアーマーにリオのカーニバルの踊り子のような羽飾りをつけている。「魔界の黒き泉」なる場所に身を浸し、超人的な膂力を得た。その身に纏う羽飾りを操ることができる能力者。戦闘能力は魔人並みであり、頭の切れも九峪と争うほどに良い。
身分、出身にかかわらず才能ある美女を自分の配下に「親衛隊」としておいており、彼女らに面積の小さい鎧を着用することを推奨（実際は強要）している。彼女らによく無理難題を押し付けたり、その才能を試したりするが、配下からの信頼は絶大である。
狗根国の意に背き、ひそかに耶麻台国の支援をしており、彼女なりに何らかの目的がある模様。
【アニメ版】
終始、狗根国の武将として描かれる。四天王として耶麻台国の残党狩りをしていた。クールに見えて意外と優しい性格だったようで、消えた恋人を捜し続けている帖佐に、さりげなく手がかりのような言葉を言った。
また、雲母とは仲が良かった。紫香楽への愛情と国王の命令に板ばさみになった上、最後には紫香楽を失った彼女を、励ますシーンがあった。
紫香楽
声：森川智之
【小説版】
狗根国が制圧した九洲の最高権力者（都督）で狗根国王の血筋を引く。だが実際は唯のお飾りであり、女遊びを繰り返すなど完全な無能である。そのことに関し、コンプレックスを抱いている模様。
【アニメ版】
狗根国が制圧した九洲の最高権力者（都督）で狗根国国王の息子だが、親子の愛情はお互いにカケラも持っておらず。国王の命令に従って耶麻台国の残党討伐をしながらも、闇の泉からゾンビ兵を作り出して自分の軍事力を強化していた。
性格は冷酷で傲慢、自信過剰。失敗した兵は容赦なく切り捨ててゾンビに変える。耶麻台国に侵攻した際は墨火の力を手に入れるために、赤ん坊だった日魅子をためらいもなく墨火の炎に投げ込んだ。
特に、かなり歪んだ美意識の持ち主で、絶世の美女と言われた霄霏（しょうひ）を半身化け物の姿にして閉じ込め、美しいと愛でる感性は部下達から理解されない。伊万里と同様、ゲームや小説版とは全くの別人となっている。
蛇渇
【小説版】
狗根国の左道士監。骸骨のような面容をしている。復興軍を攻撃する魔人を呼び出しているのは彼である。「魔界の黒き泉」で能力を強化した超一流の左道士で、魔人召喚にも失敗したことはない。
【アニメ版】
アニメ版では星華の父親であった大神官が、生きたまま闇の泉に放り込まれ、闇の力に憑依された者が「蛇渇」と名づけられた。特にこれといって活躍することもなく、紫香楽に従う闇の者として多少の助言をしたりする程度。
帖佐
【小説版】
天目と耶麻台国の制圧、統治を任されていた男。「魔界の黒き泉」により、黒い羽の生えた姿となり、天目に匹敵するほどの戦闘能力と、不老の体質を得る。（厳密には不老ではなく、緩慢な若化体質。）冷静沈着で氷の貴公子と呼ばれている。柚子妃に恋心を抱いている。彼女に接するときは二つ名が嘘のように暖かい。天界の扉を探し、柚子妃を救うことが彼の目的。
現在は四国遠征の出かけて九洲を離れている。なお耶麻台国の王都「耶牟原城」を水浸しにした張本人である。
【アニメ版】
アニメ版では天界人。普段は翼はないが、自分の意志で出現させ、飛ぶことができる。
帖佐本人は「人の世の暮らしが面白くなった」と、好んで地上に移住してきたように言っていた。天目は「天界人の生き残り」といい、紫香楽は「地上に落ちてきた天界人」と言っているので、天界が滅んでやむなく移住してきた、とも受け取れる。
軍神としての腕を買われ、狗根国に招かれたが、行方知れずになった恋人の霄霏を探す手がかりを見つけるため、そのまま紫香楽に仕えていた。そのせいか、あまり覇気というものがなく、他の四天王ともほとんど打ち解けずに、黙って上からの命令に従っていたような所がある。領地では善政を敷いていて、民からは慕われていまた。腕や頭ももちろん確かで、伊万里を追い詰めたこともある。

### 現代
姫島 日魅子（ひめじま ひみこ）
声：音宮つばさ
【小説版】
九峪のガールフレンド（彼女かどうかは不明）。現代で九峪の帰りを待っている。
【アニメ版】
アニメ版では、日魅子は九峪より3つ年下の15歳で高校1年生で。幼なじみ。スポーツ万能、成績優秀、後ろからのボールもよける勘の持ち主。
「火の守り」であり「墨火の力を制する者」というのが日魅子の役目で、火魅子云々の設定はない。
狗根国が耶牟原城を急襲制圧した時、墨火の力を手に入れようとした紫香楽が生贄として、赤ん坊の日魅子を墨火に投じた際、墨火と共に現代まで転移。耶牟原遺跡に来ていた九峪の側に出現した時に、その墨火の力のみ九峪の方に移ってしまった。
そして15年後、日魅子が現れた場所に再び立った彼女を首飾りの光が包み、駆け寄った九峪共々古代へとタイムスリップ、伊万里達の潜む地下神殿（元は墨火の神殿）に出現した。
墨火の力は九峪に移ってしまったので、彼女には力はない。しかしその強大な力を受け入れ、扱うことができる器を持つのは彼女だけ。つまり、2人揃わないと、完全に墨火の力を使うことはできない。
姫島教授
【小説版】
火魅子の祖父。
【アニメ版】
火魅子の義父。

### 小説版のみの登場人物

#### 復興軍
狗根国から九洲を取り戻し、耶麻大国を復活させることを目的としている。
亜衣（あい）
声：伊藤美紀
宗像の三姉妹の長女で、方術使い。復興軍の軍師でもある。頭のよく切れる人物であるが、いかんせん、九峪の智謀の前にその才が隠れてしまっている節がある。しかし九峪の真意にいち早く気づき兵を動かすなど、立派に軍師の役目を果たしている。
戦闘に参加することもあり、その時は主に方術による攻撃や飛行カラクリ「飛空挺」による上空攻撃を行う。遠方がよく見える遠眼鏡なるメガネを掛けている。九峪のことを「いい男」と思っているが、彼女の好みは基本的にゲテモノである（九峪が格好悪いという訳ではないが）。
衣緒（いお）
声：井上喜久子
宗像の三姉妹の次女で、怪力を誇る。飛空挺に乗ることもできる。世話焼きな性格で、九峪の面倒もあれこれ見ている。九洲で九峪が着ている服（ブレザー）を真似て作ったりするなど手先が器用。普段は落ち着いた美女だが、切れると恐い。また、怪力だけでありながらフィットした青いボディスーツ着ている。
羽江（うえ）
声：豊嶋真千子
宗像の三姉妹の三女で、発明家。彼女や姉方、星華が乗る飛空挺は彼女の発明品であり、その他にも色々な役に立つ道具、そうでない道具を作っている。ただし幼さもあいまって、彼女が発明家だとはあまり信じてもらえない。とにかくうるさく、何でもかんでも（自分の活躍や人の活躍）話したがる。内容を掴むには通常の三倍時間がかかる。
音羽（おとわ）
声：高乃麗
屈強な女性戦士。父親が邪馬台国将軍であったため、復興軍に身を投じる。部隊の先陣を切ることも多く頼れる存在。青銅製の鎧を身に纏い、豪槍を振り回し敵と渡り合う。
重然
石川島を根城にしている、宗像系ではない海人集団の長。屈強な海の男であり、後に復興軍に参加してからは、第一艦隊の隊長を務める。織部とは古くの知り合いでお嬢と呼んでいる。一流の海人。
愛宕（あたご）
声：矢島晶子
重然の部下の海人で相撲好きな娘。「っす」という語尾の独特なしゃべり方をする。珠洲を可愛いと称する珍しい人物（珠洲も驚いている）。相撲に目がなく織部とはライバル関係。
上乃（あがの）
声：岡村明美
伊万里の仲間の山人。伊万里とは乳兄弟の関係。山人出身であるため、復興軍の幹部である自分の立場に違和感を覚えている。剣の腕は一流。
仁清
伊万里の仲間の山人。伊万里や上乃とは姉弟のような仲。非常に耳がよく、遠くの足音でも聞くことができる。弓の名手。
閑谷
藤那の配下。藤那の乳兄弟である綾那の弟。藤那によく虐められる男の子。腕のいい方術士である。自分のことを美少年と疑っておらず、事実その通りである。藤那のことが大好きであり、彼女に忠実だが、結構助平でよく風呂を覗いたり、おもむろに抱きついたりしている。その度に藤那に殴られているが、あまり気にしていない様子。さらっと藤那の悪口をいうことも（暴力女、猪突猛進、独断が先行など）。
忌瀬
医術士であり、復興軍の幹部である女性。だが、その実態は狗根国の天目の友人である。定まった故国を持たない漂泊の民。飄々としており、九峪に対しても親しげな態度を取る。
天目に復興軍の手助けをするように言われてやってきた。復興軍の面々（特に九峪）を気に入っており、彼女なりの限界まで尽くしている。どんな魔人にでも致死性をもつ毒を造ることが人生を掛けてやる価値のある研究らしい。
真姉胡
忌瀬と同じく天目に復興軍の手助けをするように言われてやってきた女性。忌瀬の舎弟で、山人ということになっている。実際は一流の乱破。天目の目的が解らないため、九峪たちにどこまでのレベルで手助けするか迷っていたが、九峪の笑顔、その性格に惹かれ、「何も教えてくれない天目様が悪い」と開き直った。全力で復興軍の手助けをしている。
紅玉（こうぎょく）
声：深見梨加
香蘭の母親で、耶麻台国の王族を夫に持つ女性。非常に腕が立ち、その強さは香蘭以上。また頭も切れ、日本語の不自由な香蘭のサポートをしている。覇璃扇（ハリセン）なる鋼鉄製の扇のような武器を持っており、魔人の腕を叩き折ったことも。この覇璃扇はよく香蘭の頭に飛ぶが、香蘭は平気な様子。
珠洲（すず）
声：夏樹リオ
志野の配下で、妹のような存在。志野を絶対的に信頼している代わりに、それ以外の人間を馬鹿にしている。九峪のことも「唯のすけべぇ」と言っており（これは志野が頻りに褒める九峪への嫉妬の場合も多い）、志野の頭を悩ませている。彼女が志野に抱く好意はどちらかと言うと恋愛感情に近い。一流の傀儡士であり戦闘でも人形を操って戦うが、その操作に使う糸は強靭であり、それ自体が武器でもある。
織部（おりべ）
声：新山志保
志野の一座の旅芸人。重然の海人集団の前の頭であった播磨親分の娘であり、重然とは幼馴染。愛宕とはよく相撲をするライバル関係。珠洲ともよく言いあいをしている。性格はそのまま姉御といった感じ。
伊部
只深の保護者的な役割を担っている男。只深を実の娘のように可愛がっており、彼女を傷つけようとする者には容赦しない。人魔といわれる存在で、驚異的な戦闘能力を誇る。普段はふざけた感じを崩さず、只深に付いている。
兎華乃
魔兎族と呼ばれる高位魔人。兎のような耳を持っている。三姉妹の長女であるが、背丈は一番低く見た目も子供そのもの。
だが、三姉妹の中で間違いなく最強である。その理由は兎華乃の特殊な体質にあり、相手の強さに合わせて戦闘能力が向上するというもの。しかも向上した戦闘能力は相手を必ず上回る。そのため幾人もの魔人が相手であろうと（妹二人がかりであろうとも）絶対的な強さを見せる。ただし死人や敵意を見せぬ者に対しては戦闘能力は上がらない。飛虎の「無境隠心」（敵意を見せぬ攻撃）に吹き飛ばされたことも。普段は只深から貰ったセーラー服を着ている。
兎音
魔兎族三姉妹の次女。武人気質で侮辱されるのは嫌い。金髪の美女で、復興軍の中で一番胸が大きく星華に衝撃を与えた。円状の剣を振り回し敵を攻撃する。ハイレグのバニー服のような戦闘服を着ている。
兎奈美
魔兎族三姉妹の三女。性格が一番幼い。が、軽々しく「ぶっ殺しちゃってい〜い？」と発言するなど魔人らしい恐ろしさを見せる。胸の大きさは兎音に負けず劣らず。そのまんまバニー服のようなものを着ている。Z状の剣を振り回し攻撃する。
土羅久琉
高位魔人である兎音と兎奈美の2人を相手にしても、余裕を見せる程の強力な力を持つ吸血鬼系の魔人。九峪が時折見せる不思議な力によって再生能力を奪われ敗北。ゲーム版では土羅久流という名前だった。同ゲームでは更に上位の武羅土という吸血鬼の魔人が登場する。

#### 狗根国（小説版のみ）
虎桃（ことう）
声：夏樹リオ
天目の親衛隊の副隊長。天目により、極小の鎧を身に着けることを強要されている。復興軍の幹部たちとも面識がある。超絶的な弓の名手で、“200m先の兎を射た”、“1分間に60本もの弓を射た”、“30本の矢で50人の敵を射殺した”などの伝説を持つ。しかし、性格はひょうひょうとしており、初対面の人間は容易に信じることができない。天目や九峪、狗根国の幹部の前でもその性格を崩そうとはしない。
案埜津
天目の親衛隊の副隊長。基本的に冷静な人物。極小の鎧を身に着けることを強要されている。頭がよく、天目と同行する場合も多い。自然士（じねんし）という特殊能力者。自然士は、自然に働きかけ、その在り方を変える能力を持つ人間のこと。左道や方術とは違い、人に教えることができないため、非常に貴重な存在といえる。
常慶
征西都督府の将軍の一人。あまり有能とはいえない。
蛇渇
狗根国の左道士監。骸骨のような面容をしている。復興軍を攻撃する魔人を呼び出しているのは彼である。「魔界の黒き泉」で能力を強化した超一流の左道士で、魔人召喚にも失敗したことはない。
柚子妃
帖佐の部下で、彼に恋心を抱いている。魔界の黒き泉により、不老長寿になってしまった帖左とより長くの時間を共有するため、彼女自身も魔界の黒き泉につかることを決心する。しかし、その効力が強すぎ、年を取るごとに少しずつ若返る体になってしまった。このまま彼女が若返り続ければ命も危ない。

### 『火魅子炎戦記』の登場人物
九峪雅比古
この物語の主人公。天魔境の精キョウに3世紀の九洲に召喚された。
彩花紫王女
狗根国九洲遠征軍の総司令官。類稀な智謀を持ち、天目をして「天空人の遺産より恐ろしい」と言わしめた人物。
平八郎
彩花紫の副官の一人で、飛行要塞・琵琶島の司令。少々、堅物な部分がある。魔界の黒き泉の力を得ているかは不明。
雲母
彩花紫の副官の一人。主に、彩花紫の補佐として、実質的に九洲遠征軍の指揮を執る。小説の元となるゲーム版の設定では魔界の黒き泉の力で狼に変身することができる。
飛虎
人間でありながら魔兎族三姉妹を相手に平然と戦ってのける超人的な戦闘力を持つ老人。その正体は紅玉の父親であり、大陸でも最強と言われる武道家。性格は飄々としていて掴み所がなく、女にだらしがない。紅玉曰く「基本的にいい加減な人」。

## 用語
神の遣い
九峪雅比古のこと。耶麻台国八柱神天の火矛の遣い。と言うのは便宜上の嘘であり、本当はキョウによって名乗らされた肩書き。
火魅子
堕ちた神を追って人間界へやってきた天空人の一人で、初代耶麻台国女王。または代々耶麻台国を統治していた女王の総称。
火魅子候補
火魅子の資質を持っている娘。
天魔鏡
キョウの本体である銅鏡。耶麻台国の神器が一つ。火魅子候補の女の子しかその姿が映らない。
乱破
情報操作や破壊工作、暗殺などを行う、後に忍者と呼ばれる存在。
山人
山で狩りをして暮らす人々のこと。
海人
海で漁や他の船の水先案内をして暮らす人々のこと。
自分たちの縄張りを侵す船を襲うこともあるが、案内賃を払って水先案内を請う船には手を出さないため、海賊とは違う。
方術･左道
超常現象（炎や雷を発生させるなど）を起こす技術。方術は耶麻台国側で、左道は狗根国で使用されている。
飛空挺
羽江が作った飛行カラクリ。方術の力で風を操り、空を飛ぶ。
炸裂岩
現代で言う爆弾。正確には炸裂岩と呼ばれる岩を細かく砕いて固めたもの。飛空挺からの攻撃に使われる。
遠眼鏡
遠くを見渡すことができる眼鏡。天空人の遺産。ものによっては暗視機能がついたものもある。
天空人
天界に住み、魔人以上に強力な力を持つ人々。ただし神ではなく、人間との混血も可能で寿命もある。
魔人
魔界に住む存在。超人的な強さを持つ。人間が好物という魔人が多いため、人間から恐れられている。人間界に長時間いつづけると徐々に力を失う。
魔兎族
魔人の一種であり、ほぼ人間と同じ姿をしている。人と異なる部分として髪の色や、兎のような耳が上げられる。人間を食べることはない様子。高麗人参が好物であり、力の源でもある。
魔兎族三姉妹
上記の魔兎族の、兎華乃、兎音、兎奈美のこと。魔界から召喚されたところを天目に助けられ、阿蘇の山奥で高麗人参を栽培し、それを食すことによって人間界でも力を維持していた。

## 小説

### 既刊一覧

#### 『火魅子伝』
- 舞阪洸（著）・大暮維人（イラスト）、『火魅子伝』 富士見書房〈富士見ファンタジア文庫〉、全10巻
  1. 1999年3月18日発売[4]、ISBN 4-8291-2876-3
  2. 1999年11月15日発売[5]、ISBN 4-8291-2930-1
  3. 2000年3月13日発売[6]、ISBN 4-8291-2955-7
  4. 2000年7月13日発売[7]、ISBN 4-8291-2975-1
  5. 2000年11月14日発売[8]、ISBN 4-8291-1305-7
  6. 2001年4月20日発売[9]、ISBN 4-8291-1336-7
  7. 2001年12月20日発売[10]、ISBN 4-8291-1400-2
  8. 2002年4月20日発売[11]、ISBN 4-8291-1421-5
  9. 2002年8月20日発売[12]、ISBN 4-8291-1438-X
  10. 2003年3月20日発売[13]、ISBN 4-8291-1504-1

#### 『火魅子炎戦記』
- 舞阪洸（著）・ゆきやなぎ（イラスト）、富士見書房〈富士見ファンタジア文庫〉、全11巻
  - 『火魅子炎戦記1』、2004年05月20日発売[14]、ISBN 4-8291-1614-5
  - 『火魅子炎戦記2』、2004年9月18日発売[15]、ISBN 4-8291-1642-0
  - 『火魅子炎戦記3』、2004年12月18日発売[16]、ISBN 4-8291-1675-7
  - 『火魅子炎戦記4』、2005年3月19日発売[17]、ISBN 4-8291-1696-X
  - 『火魅子炎戦記 百華繚乱編』、2005年9月17日発売[18]、ISBN 4-8291-1752-4
  - 『火魅子炎戦記5』、2005年12月20日発売[19]、ISBN 4-8291-1781-8
  - 『火魅子炎戦記6』、2006年3月18日発売[20]、ISBN 4-8291-1804-0
  - 『火魅子炎戦記7』、2006年10月20日発売[21]、ISBN 4-8291-1866-0
  - 『火魅子炎戦記8』、2007年2月20日発売[22]、ISBN 978-4-8291-1899-3
  - 『火魅子炎戦記9』、2007年6月20日発売[23]、ISBN 978-4-8291-1938-9
  - 『火魅子炎戦記10』、2007年12月20日発売[24]、ISBN 978-4-8291-1986-0

## テレビアニメ
放送キー局はテレビ東京、放送期間は1999年1月6日から1999年3月31日、放送日時は水曜日25時45分から26時15分。全12話。

### 声の出演（テレビアニメ）
- 九峪雅比古 - 関智一
- 姫島日魅子 - 音宮つばさ
- キョウ - 南央美
- 伊万里 - 水谷優子
- 志野 - 平松晶子
- 星華 - 高田由美
- 藤那 - 田中敦子
- 只深 - 小桜エツ子
- 香蘭 - 氷上恭子
- 紫香楽 - 森川智之

### スタッフ（テレビアニメ）
- 原案 - 舞阪洸
- 監督 - 知吹愛弓
- ストーリーコンセプト - 外山草
- シリーズ構成 - 蔵元三四郎、平柳益実
- キャラクター原案 - 大暮維人
- キャラクターデザイン - 門之園恵美
- デザインワークス - 後藤圭二
- キャラクターデザイン協力 - 東出太
- 美術監督 - 浦田健吉
- 色彩設計 - 青山まなみ
- 撮影監督 - 渡邊英俊
- 編集 - 松尾浩、足立浩
- 音楽 - 蓜島邦明
- 音響監督 - 鶴岡陽太
- プロデューサー - 財前健一郎、峯岸卓生、加計晃
- アニメーション制作 - グループ・タック
- 製作 - 「火魅子伝」アニメ製作委員会（博報堂、アミューズ、パナソニックデジタルコンテンツ、グループ・タック、三菱商事）

### 主題歌（テレビアニメ）
オープニングテーマ「PURE SNOW」
作詞 - 佐々木ゆう子・山本英美／作曲 - 木根尚登／編曲 - 西脇辰弥／歌 - 佐々木ゆう子
エンディングテーマ「瞬の色をかえて」
作詞・作曲・歌 - 奥土居美可／編曲 - Michael Donovan

### 各話リスト
| 話数 | サブタイトル | 脚本       | 絵コンテ | 演出         | 作画監督                   | 放送日        |
| ---- | ------------ | ---------- | -------- | ------------ | -------------------------- | ------------- |
| 1    | 墨火         | 蔵元三四郎 | 知吹愛弓 | 土屋日       | 加藤洋人 長野伸明 杉江敏治 | 1999年 1月6日 |
| 2    | 闇の泉       | 平柳益実   | 増井壮一 | 井之川慎太郎 | 柳瀬雄之                   | 1月13日       |
| 3    | 夜追いの邪鬼 | 蔵元三四郎 | 大関雅幸 | 大関雅幸     | 坂元大二郎                 | 1月20日       |
| 4    | 隠れ里       | 平柳益実   | 佐藤卓哉 | 鈴木薫       | 島田英明                   | 2月3日        |
| 5    | 天霊         | 蔵元三四郎 | 小村敏明 | 雄谷将仁     | 飯田宏義                   | 2月10日       |
| 6    | 首飾り       | 平柳益実   | 河本昇悟 | 土屋日       | 加藤洋人                   | 2月17日       |
| 7    | 征西都督府   | 蔵元三四郎 | 佐藤卓哉 | 佐藤英一     | 外崎春雄                   | 2月24日       |
| 8    | 信天翁       | 平柳益実   | 大関雅幸 | 大関雅幸     | 坂元大二郎                 | 3月3日        |
| 9    | 火焔城       | 蔵元三四郎 | 河本昇悟 | 鈴木薫       | しまだひであき             | 3月10日       |
| 10   | 火の守       | 平柳益実   | 小村敏明 | 雄谷将仁     | 清山滋崇                   | 3月17日       |
| 11   | 枇杷島       | 蔵元三四郎 | 河本昇悟 | 小林智樹     | 加藤洋人                   | 3月24日       |
| 12   | 七支之御剣   | 平柳益実   | 佐藤卓哉 | 三泥無成     | 三輪和美 外崎春雄 長野伸明 | 3月31日       |

### 映像ソフト
VHS、LD、DVD全てアミューズ・ビデオ
- 火魅子伝 巻之一（1999年4月23日発売）
- 火魅子伝 巻之二（1999年5月27日発売）
- 火魅子伝 巻之三（1999年6月25日発売）
- 火魅子伝 巻之四（1999年7月23日発売）
- 火魅子伝 巻之五（1999年8月27日発売）
- 火魅子伝 巻之六（1999年9月24日発売）

### CD
全てバンダイ・ミュージックエンタテインメント
- 火魅子伝 オリジナル サウンド トラック（1999年2月21日発売）
- 火魅子伝 ベストヴォーカルコレクション（1999年9月21日発売）

## ゲーム
『火魅子伝〜恋解〜』（ひみこでん〜れんげ〜）は、1999年3月11日に発売されたJAPAN FANTASY PROJECT（博報堂、アミューズ、レッドカンパニー）製作のゲーム。テレビアニメ版のOPには本ゲームが原作であるとクレジットされている。

## 漫画
『火魅子伝〜恋解〜 臥雲の章』（ひみこでん れんげ がうんのしょう）は、原案：舞阪洸、作画：大暮維人による日本の漫画作品。『月刊コミックドラゴン』（角川書店）にて1998年12月号から1999年5月号まで連載された。単行本は全1巻。